# Borja (Spanyolország)
Borja (aragónul Borcha) egy község Spanyolországban,  Zaragoza tartományban. Borja Agón, Magallón, Albeta, Ainzón, Tabuenca, Ambel, Bulbuente, Vera de Moncayo, Tarazona, El Buste, Ablitas, Mallén és Fréscano községekkel határos. Lakosainak száma 5191 fő (2024).

## Népesség
A település népessége az utóbbi években az alábbiak szerint változott:
| Lakosok száma | 4264 | 4348 | 4653 | 5030 | 5057 | 4931 | 4946 | 4969 | 5054 | 5191 |
|               | 2001 | 2004 | 2007 | 2009 | 2012 | 2014 | 2017 | 2019 | 2022 | 2024 |

## Kultúra
Borja 2012-ben tett szert világhírre, mikor a helyi Santuario de Misericordia-templom Ecce Homo freskójából egy amatőr restaurálási kísérletet követően internetes mém lett. A templomot évente több tízezernyi turista keresi fel.